# قید (ریاضیات)
در ریاضیات، قید شرطی است که جواب مسئلهٔ بهینه‌سازی باید ارضا کند. انواع متعددی از قیدها وجود دارند: قیود تساوی، قیود نابرابری، و عدد صحیح. مجموعه جواب‌های کاندیدی که همه قیود را ارضا کنند مجموعه ممکن خوانده می‌شوند.

## مثال
این یک مسئله ساده بهینه‌سازی است:
{\displaystyle \min f(\mathbf {x} )=x_{1}^{2}+x_{2}^{4}}
مقید به:
{\displaystyle x_{1}\geq 1}
و
{\displaystyle x_{2}=1,}
که در آن {\displaystyle \mathbf {x} }نماد بردار (x1, x2) است.